# 소행운
<소행운>은 중국어 노래이다. 대만 가수 田馥甄에 의해 불렸고, 대만 영화 《나의 소녀시대》의 주제가로 쓰였다. 《나의 소녀시대 영화 OST》에 수록되어있고, 2015년 12월 21일에 발매되었다. 徐世珍와 吳輝福에 의해 작사되었고, JerryC가 작곡과 편곡을 했으며, 가수 閻奕格가 데모곡을 불렀다.
노래가 발매된 이후 조회수가 계속 상승하더니 2016년 8월 20일, 유튜브 공식 뮤직비디오 조회수가 1억명을 돌파했다. 더불어 유튜브 조회수 1억명을 돌파한 첫번째 중국노래이다. 또한, 이 곡은 「2015년도 Hit FM 싱글 차트100」에서 대상을 수상했다.
2016년 5월 13일, 제 27회 골든 디스크 어워즈 명단에 발표되었고, 올해의 노래와 올해의 작곡 상을 받았다. 같은 날, 대만 온라인 음악 차트 KKBOX는 <소행운>이 308일간 차트에 머물렀다고 발표했고, 주간 1위 누적 일수가 249일에 이르렀고 발표했다. KKBOX차트 역사상 「최장기간동안 1위한 노래」가 되었다. <소행운>은 2017년까지 KKBOX 차트에 총 70주간 머물렀고, 스트리밍 횟수가 6000만건이 넘었다.